# Azamat Däuletbekow
Azamat Nurbekuły Däuletbekow (kaz. Азамат Нұрбекұлы Дәулетбеков; 15 marca 1994) – kazachski zapaśnik walczący w stylu wolnym. Olimpijczyk z Paryża 2024, gdzie zajął jedenaste miejsce w kategorii do 86 kg. 
Brązowy medalista mistrzostw świata w 2022 i 2023 roku; piąty w 2021. 
Zajął ósme miejsce na igrzyskach azjatyckich w 2022. Złoty medalista mistrzostw Azji w 2022, 2023 i 2024; srebrny w 2017; brązowy w 2018 i 2025. Trzeci w Pucharze Świata w 2022. 
Wicemistrz świata U-23 w 2017, juniorów w 2014 i Azji w 2013 roku.